# Saison 2024 de l'équipe cycliste Canyon-SRAM Racing
La Saison 2024 de l'équipe Canyon-SRAM Racing est la vingtième-troisième de la formation si on considère que la structure remonte à la T-Mobile de 2002. Niveau recrutement, Justyna Czapla vient de l'équipe continentale de Canyon-SRAM. Pauliena Rooijakkers et Sarah Roy quittent l'équipe.
Katarzyna Niewiadoma réalise sa meilleure saison. Elle est quatrième des Strade Bianche et deuxième du Tour des Flandres. Elle remporte la Flèche wallonne, avant de prendre la cinquième place à Liège-Bastogne-Liège. Elle est quatrième du Tour de Suisse, mais c'est bien-sûr sa victoire au Tour de France qui constitue son principal succès. Elle y est mise sous pression par Demi Vollering, mais s'impose pour quatre secondes. Chloé Dygert prend la médaille de bronze au contre-la-montre des Jeux olympiques. Elle est troisième du contre-la-montre du Tour de France et à la même place aux championnats du monde de la discipline. Elle est deuxième de la course en ligne des championnats du monde. Elle est également deuxième du Grand Prix de Plouay. Neve Bradbury est troisième du Women's Tour Down Under puis deuxième du Tour des Émirats arabes unis. Elle remporte une étape du Tour de Suisse avant d'être deuxième du classement général, surtout, elle gagne l'étape reine du Tour d'Italie. Elle est troisième du classement général. Antonia Niedermaier en est sixième. Soraya Paladin est quatrième du Trofeo Alfredo Binda-Comune di Cittiglio. Elise Chabbey est quatrième de Liège-Bastogne-Liège, cinquième du Tour du Pays basque et quatrième du Tour de Burgos. Zoe Bäckstedt est troisième du Simac Ladies Tour. Katarzyna Niewiadoma est septième du classement UCI et sixième du World Tour. Canyon-SRAM Racing est troisième des deux classements par équipes.

## Préparation de la saison

### Partenaires et matériel de l'équipe

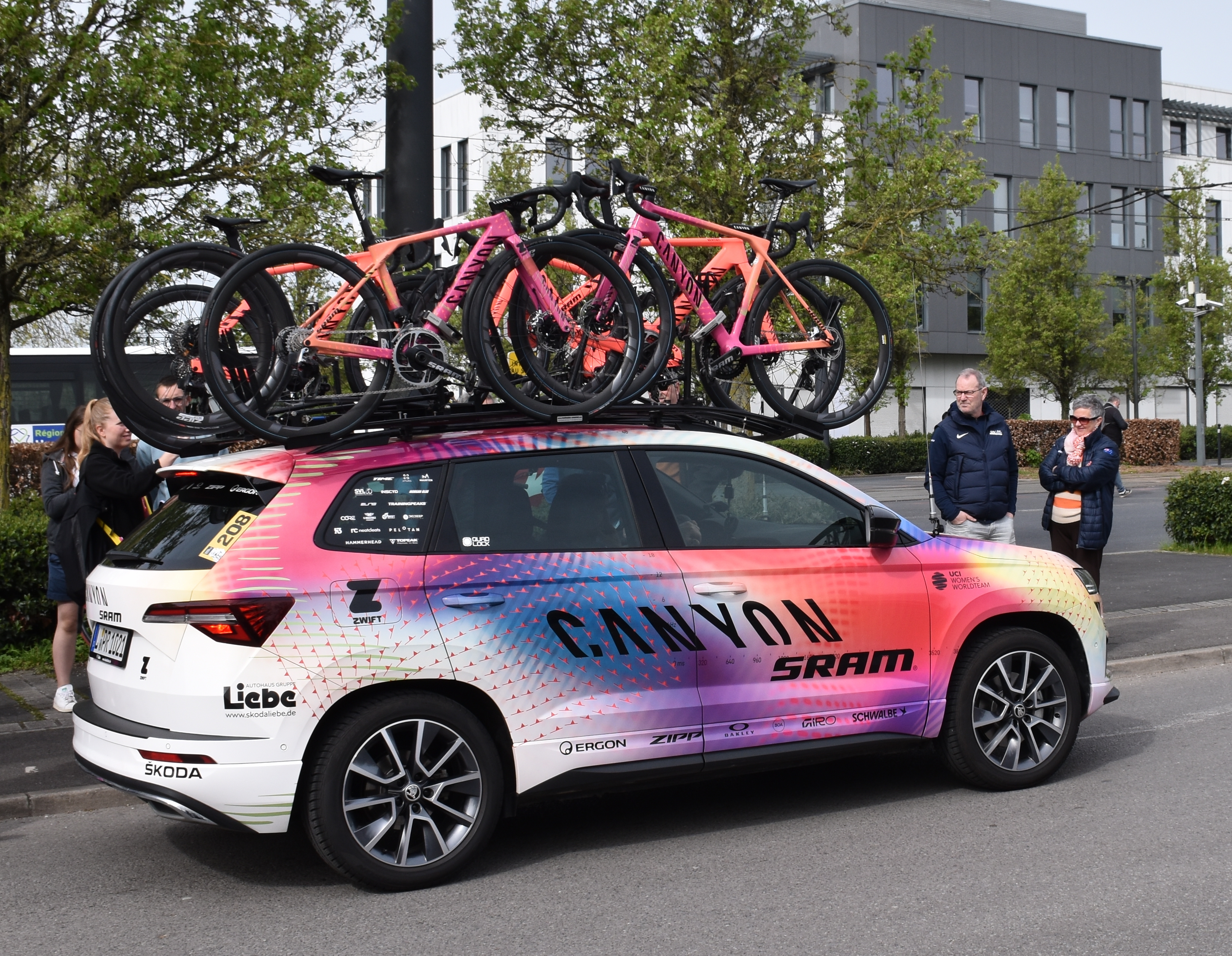
Voiture de l'équipe

Le partenaire principal de l'équipe est la marque de cycles Canyon. Le groupe équipant les vélos est fourni par SRAM. La marque Rapha fournit l'habillement.

### Arrivées et départs
Justyna Czapla vient de l'équipe continentale de Canyon-SRAM. La grimpeuse Pauliena Rooijakkers et la sprinteuse Sarah Roy quittent l'équipe.
| Arrivées       | Équipe 2023         |
| -------------- | ------------------- |
| Justyna Czapla | Néo-professionnelle |

| Départs              | Équipe 2024      |
| -------------------- | ---------------- |
| Pauliena Rooijakkers | Fenix-Deceuninck |
| Sarah Roy            | Cofidis          |

### Effectifs
| Effectif 2024                  | Effectif 2024     | Effectif 2024 | Effectif 2024                               |
| Cycliste                       | Date de naissance | Pays          | Équipe précédente                           |
| ------------------------------ | ----------------- | ------------- | ------------------------------------------- |
| Zoe Bäckstedt                  | 24 septembre 2004 | Royaume-Uni   | EF Education-TIBCO-SVB (2023)               |
| Ricarda Bauernfeind            | 1 avril 2000      | Allemagne     | Canyon//SRAM Generation (2022)              |
| Shari Bossuyt (1 janv.–5 avr.) | 5 septembre 2000  | Belgique      | NXTG Racing (2021)                          |
| Neve Bradbury                  | 11 avril 2002     | Australie     |                                             |
| Élise Chabbey                  | 24 avril 1993     | Suisse        | Paule Ka (2020)                             |
| Tiffany Cromwell               | 6 juillet 1988    | Australie     | Orica-AIS (2013)                            |
| Justyna Czapla                 | 24 janvier 2004   | Allemagne     | Canyon//SRAM Generation (2023)              |
| Chloé Dygert                   | 1 janvier 1997    | États-Unis    | Sho-Air Twenty20 (2020)                     |
| Alex Morrice                   | 25 avril 2000     | Royaume-Uni   |                                             |
| Antonia Niedermaier            | 20 février 2003   | Allemagne     | Canyon//SRAM Generation (2022)              |
| Katarzyna Niewiadoma           | 29 septembre 1994 | Pologne       | WM3 (2017)                                  |
| Soraya Paladin                 | 4 mai 1993        | Italie        | Liv Racing (2021)                           |
| Agnieszka Skalniak-Sójka       | 22 avril 1997     | Pologne       | Atom Deweloper-Posciellux.pl-Wrocław (2022) |
| Alice Towers                   | 12 octobre 2002   | Royaume-Uni   | Le Col-Wahoo (2022)                         |
| Maike van der Duin             | 12 septembre 2001 | Pays-Bas      | Le Col-Wahoo (2022)                         |
|                                |                   |               |                                             |
| Source : ProCyclingStats       |                   |               |                                             |

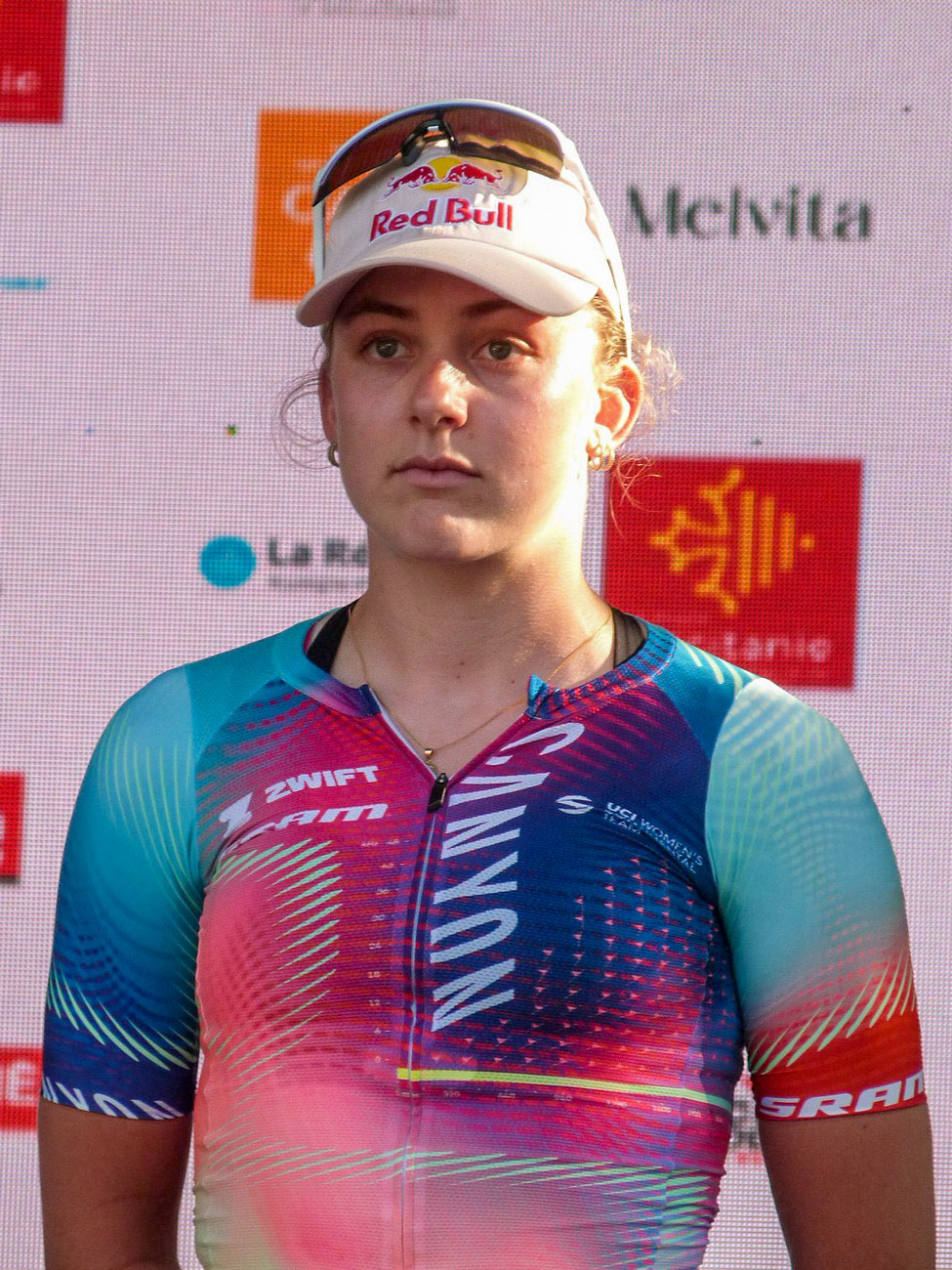
Zoe Bäckstedt
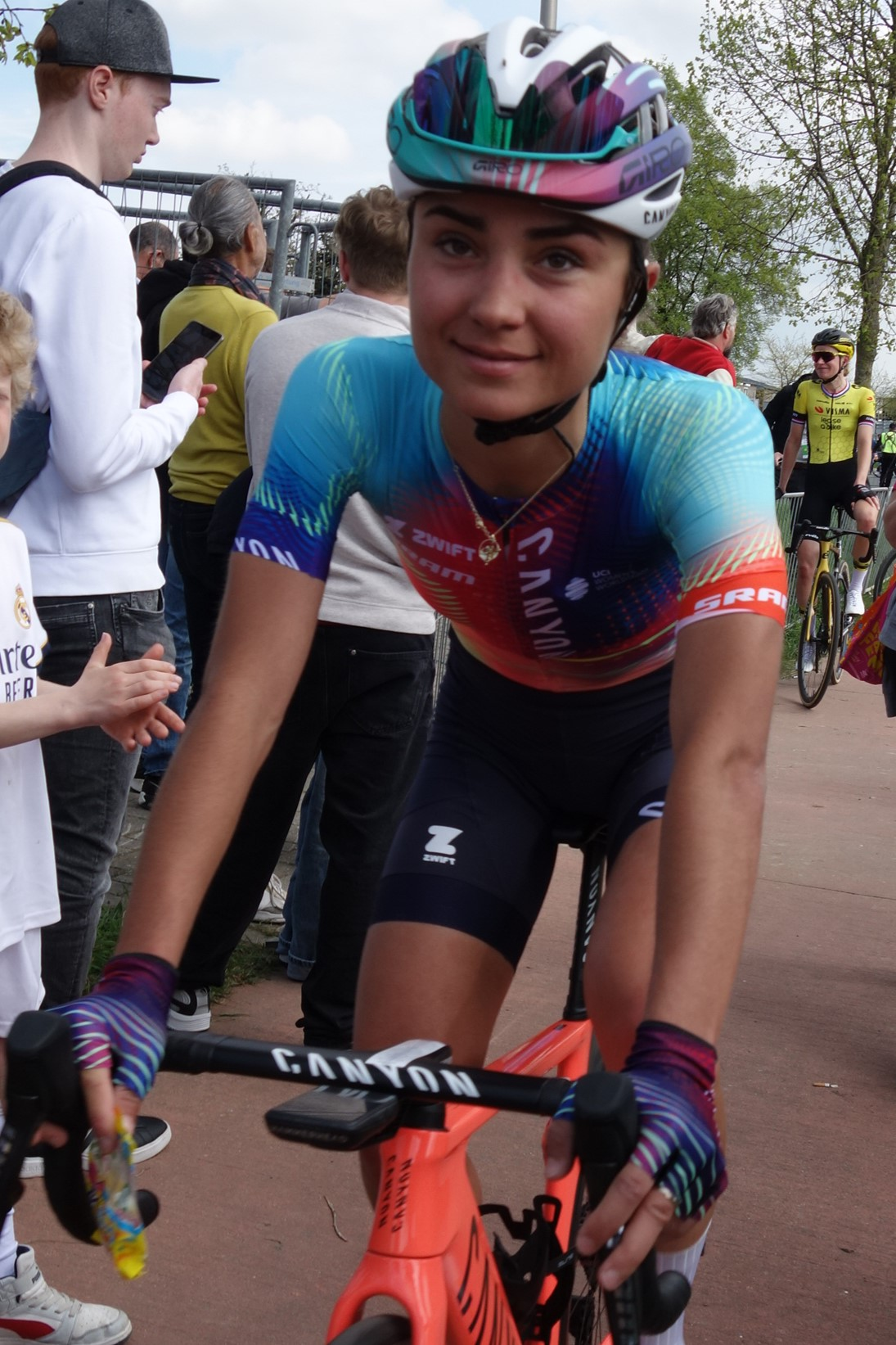
Ricarda Bauernfeind
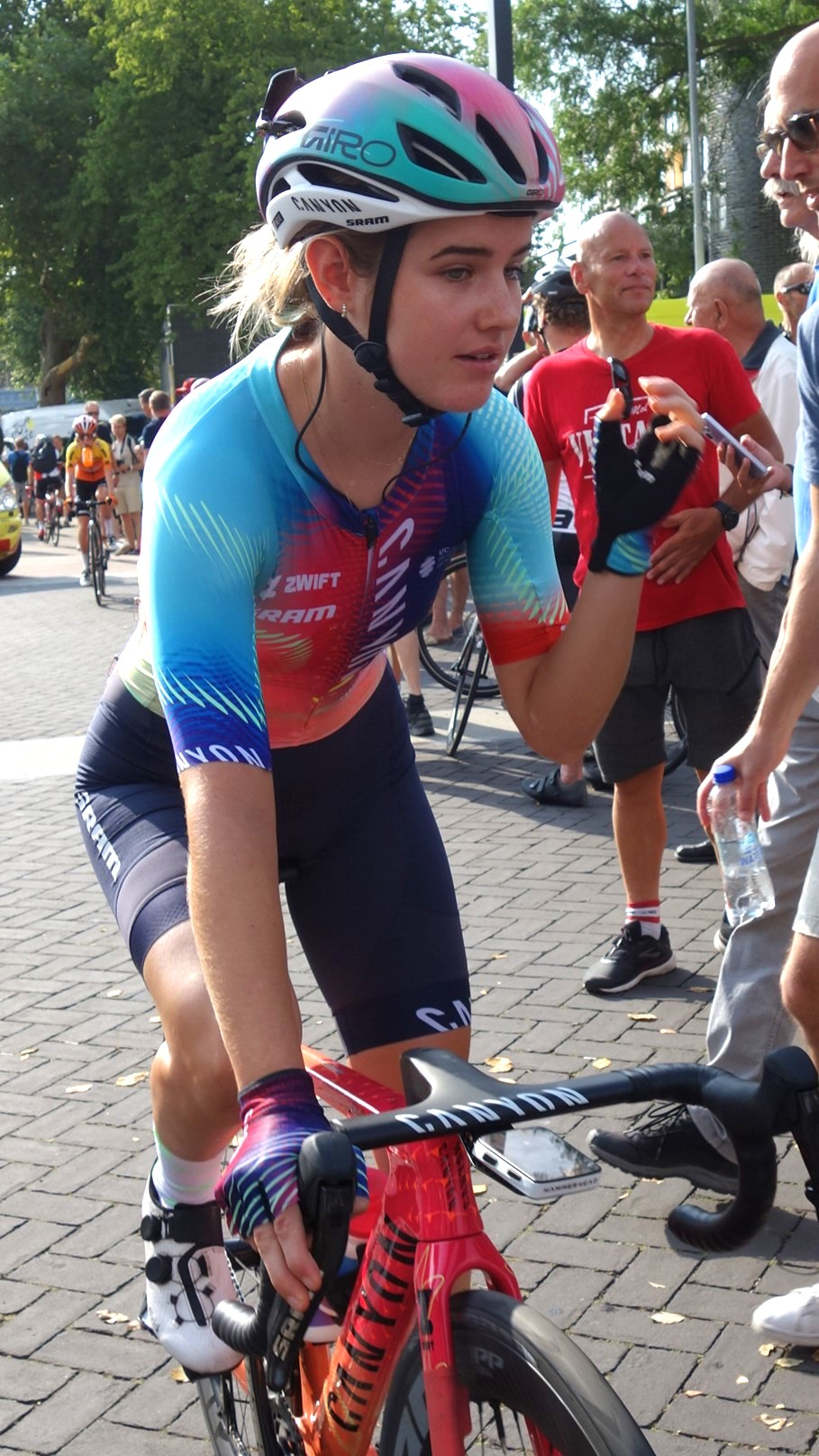
Neve Bradbury
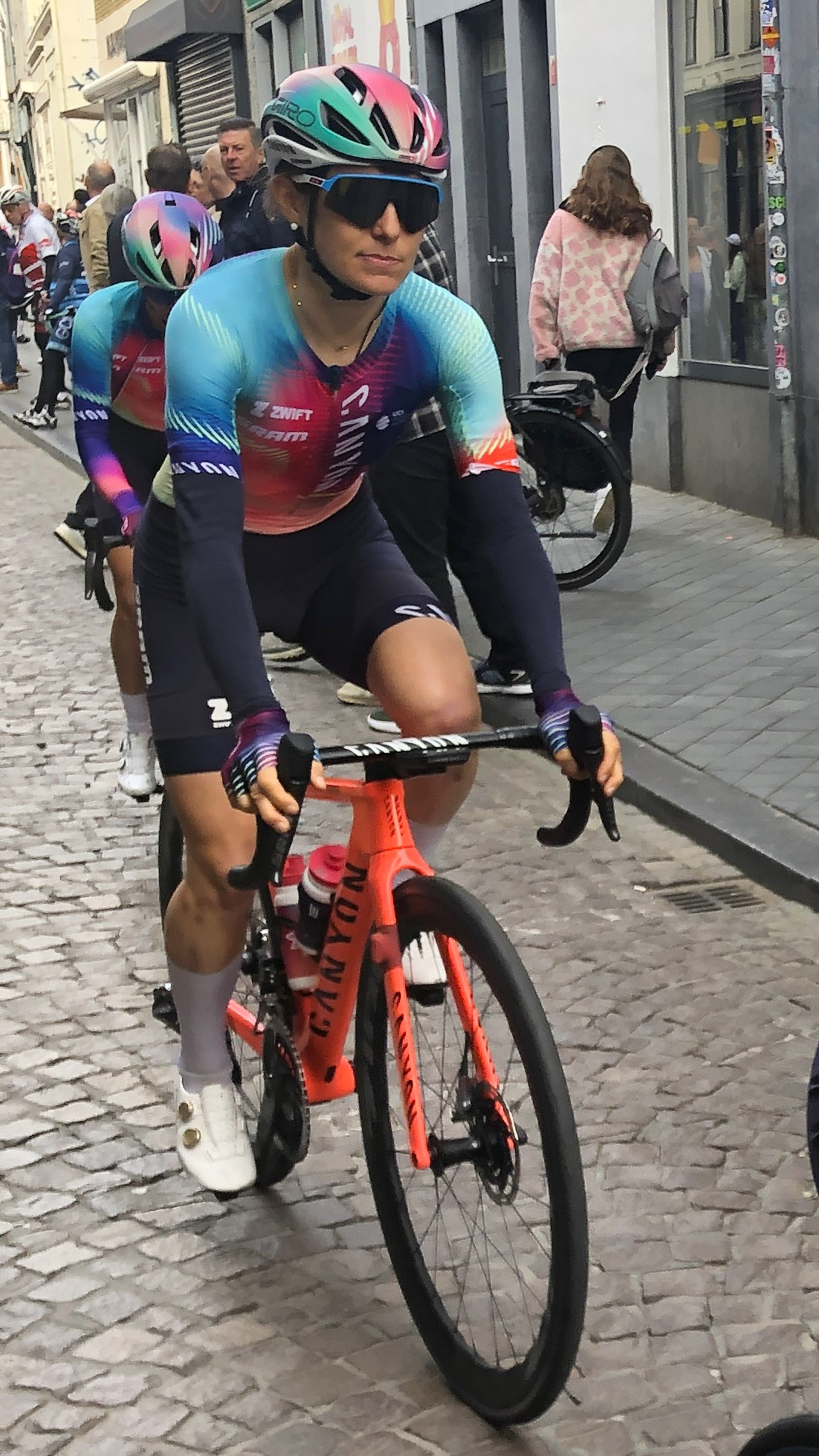
Elise Chabbey
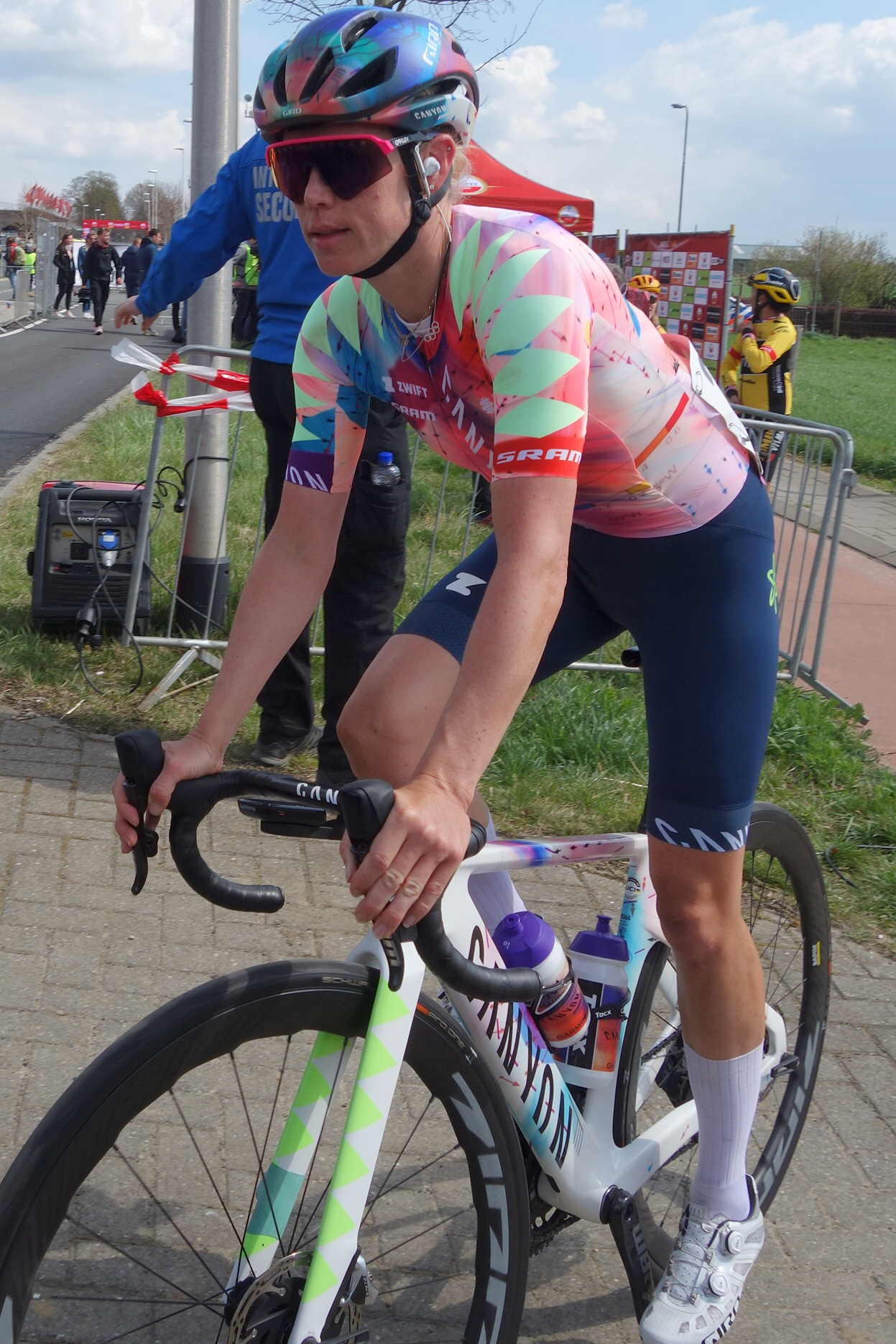
Tiffany Cromwell en 2022
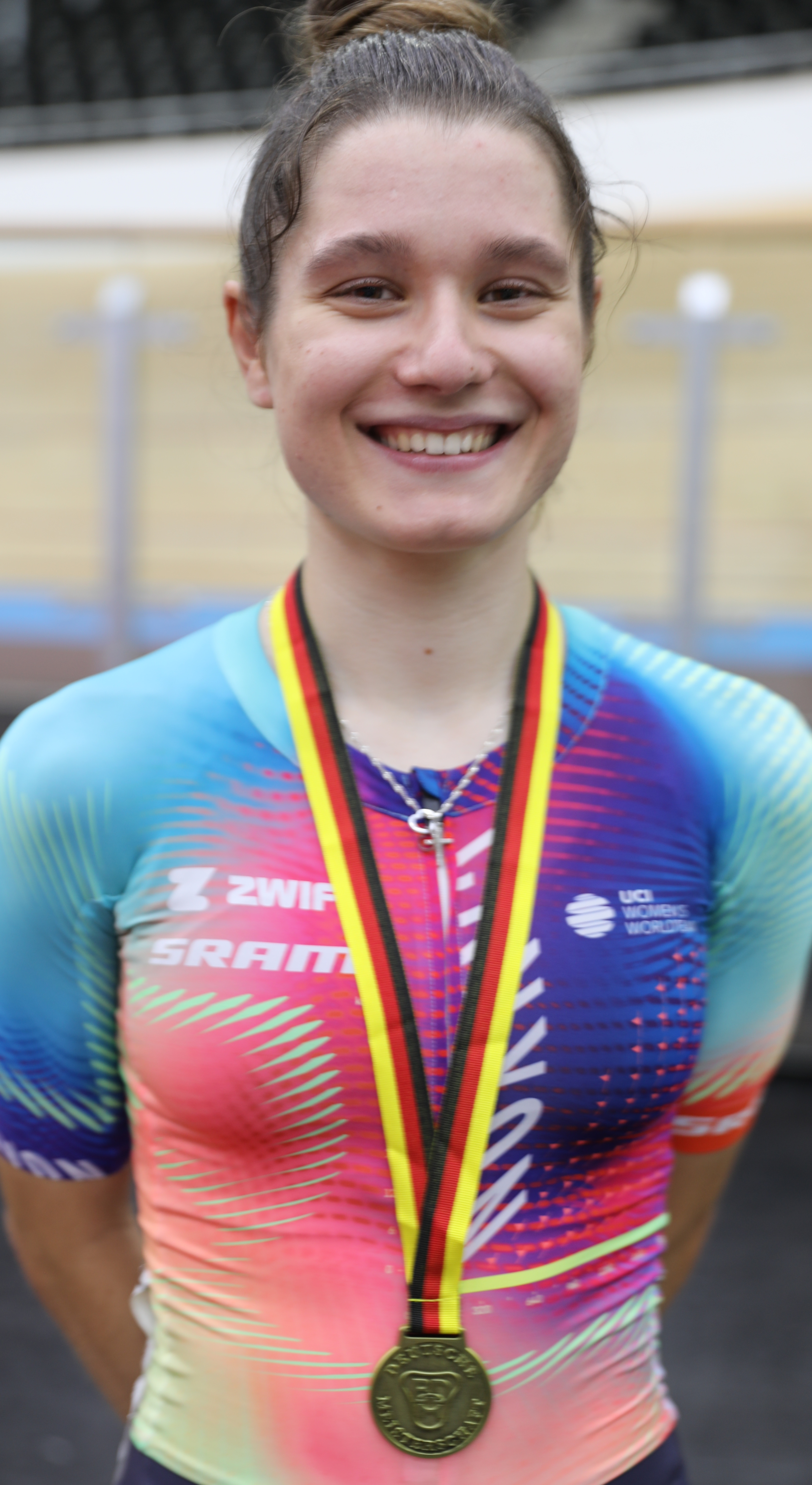
Justyna Czapla
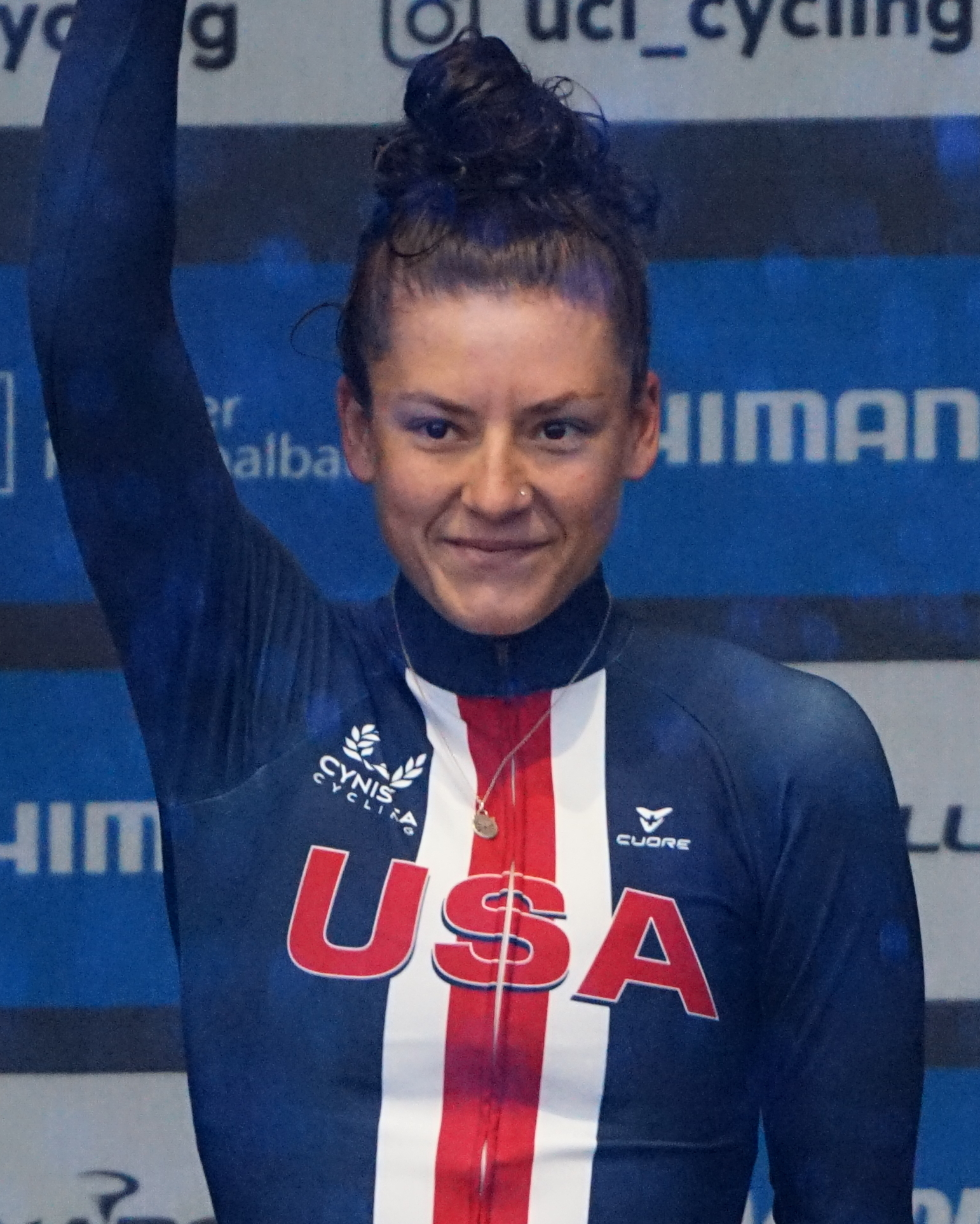
Chloé Dygert
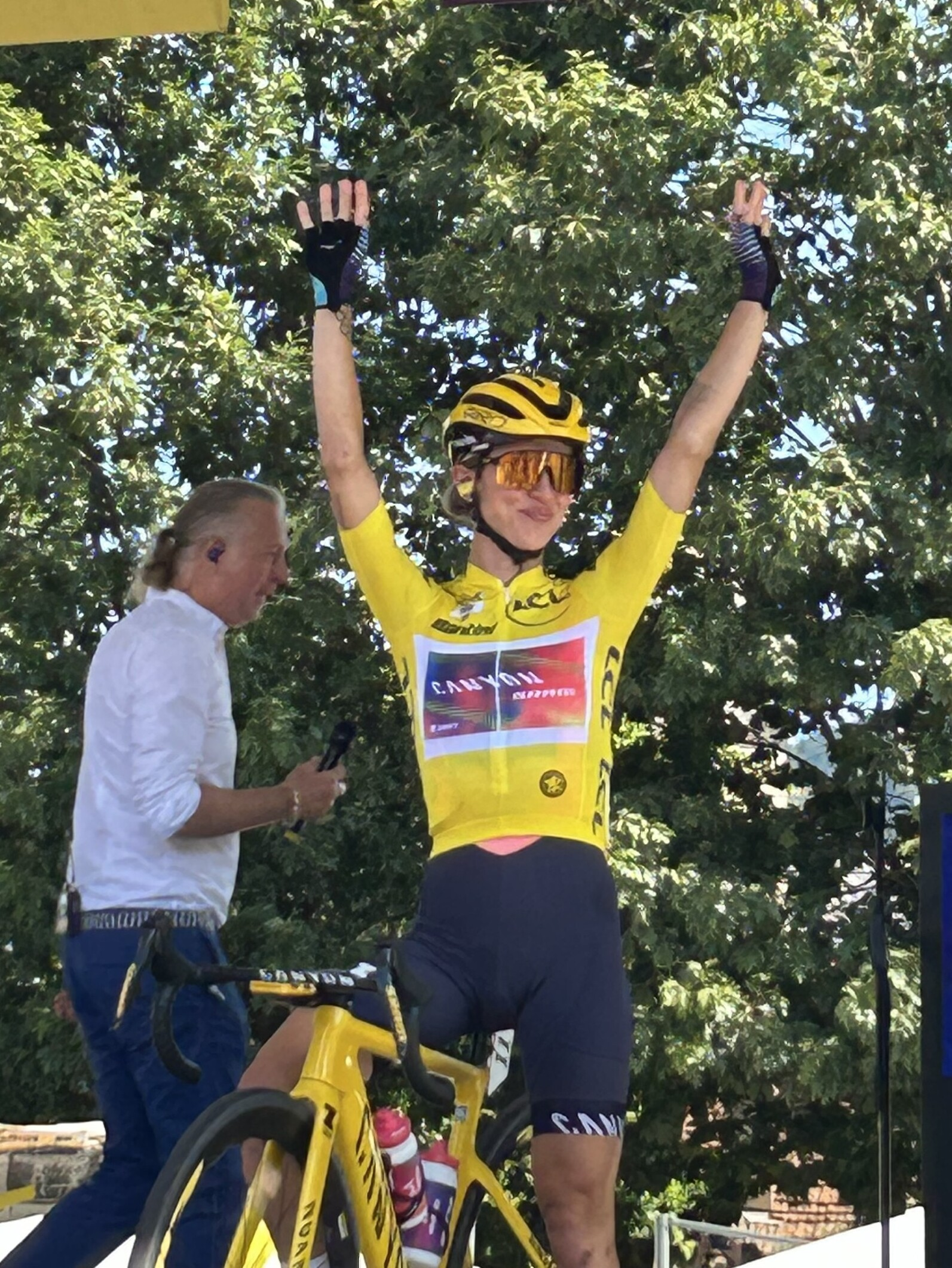
Katarzyna Niewiadoma
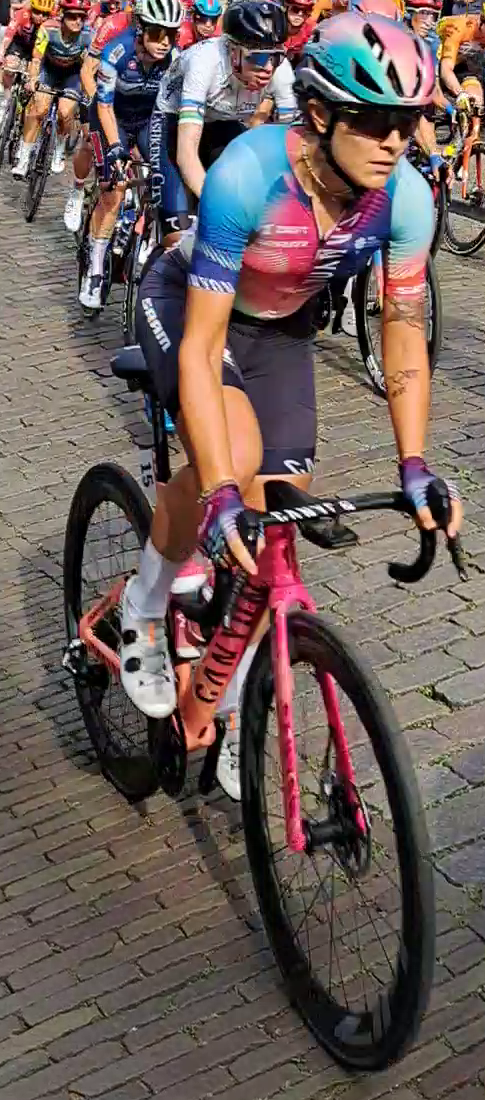
Soraya Paladin
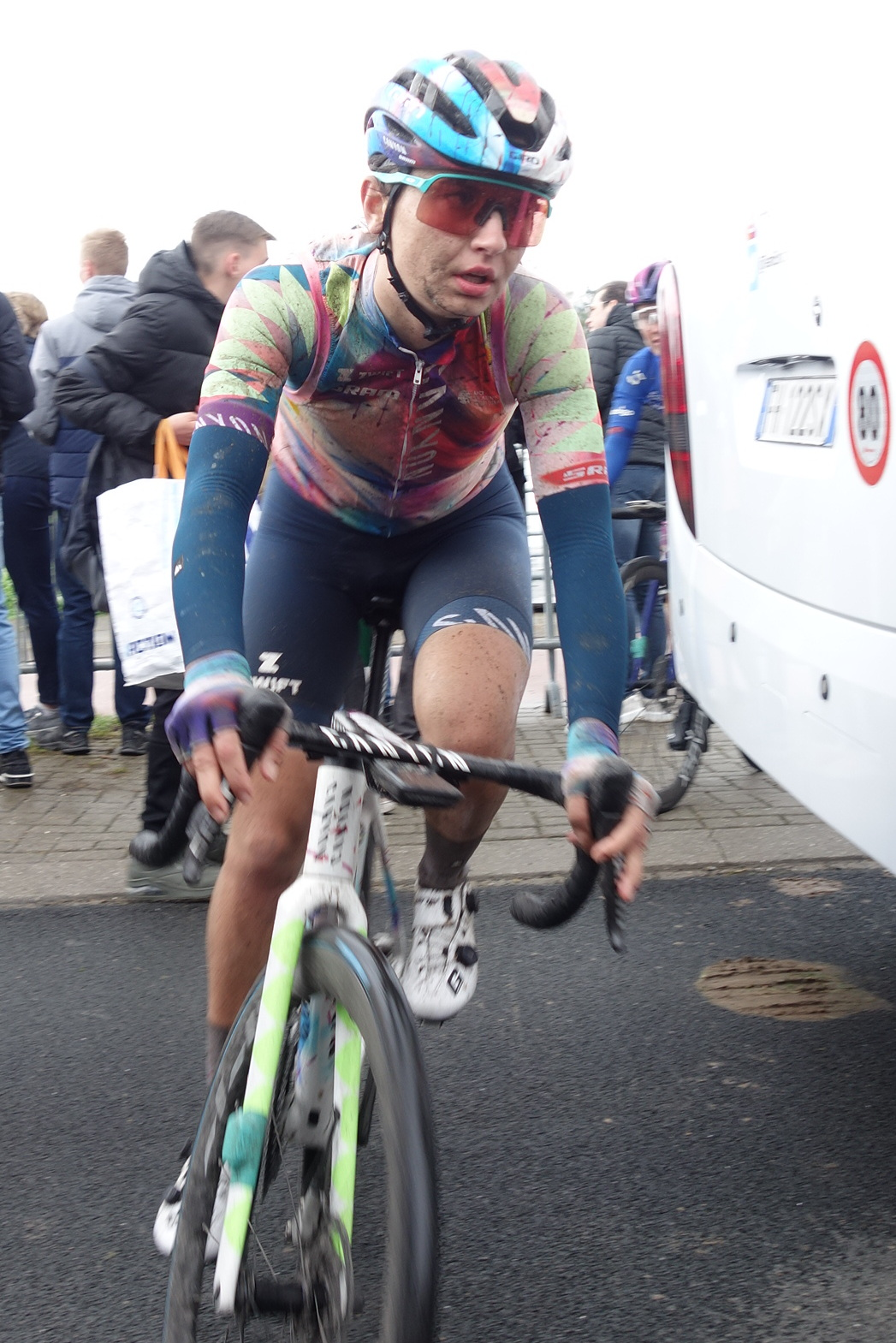
Agnieszka Skalniak en 2023
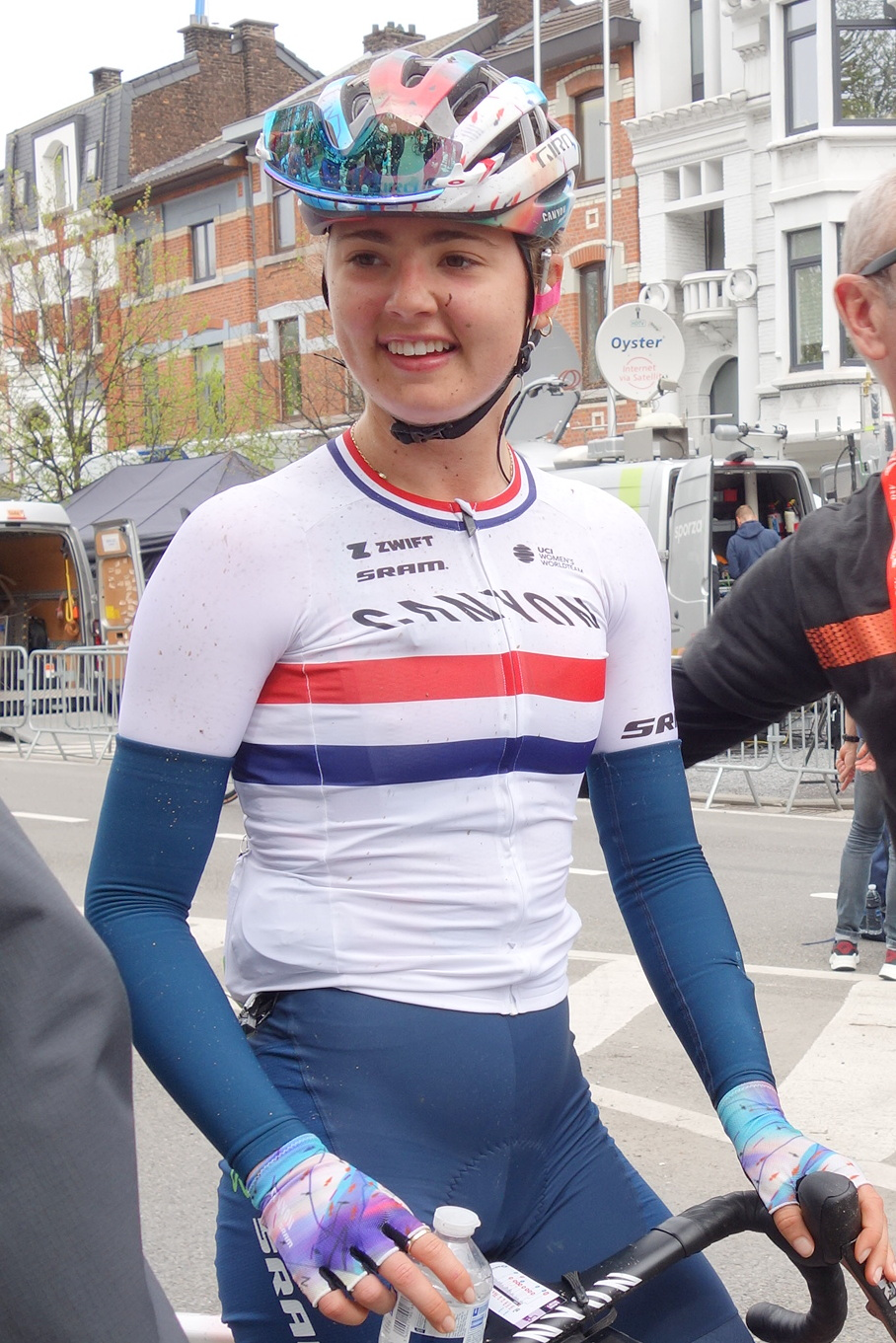
Alice Towers en 2023

## Déroulement de la saison

### Janvier-février
Au Women's Tour Down Under, Soraya Paladin est deuxième du sprint de la deuxième étape derrière Cecilie Uttrup Ludwig. Le lendemain, Neve Bradbury suit l'attaque de Sarah Gigante avant de perdre du terrain. Elle termine l'étape à la troisième place et prend la même place au classement général.
Au Tour des Émirats arabes unis, sur l'étape reine vers Jebel Hafeet, Neve Bradbury attaque à trois kilomètres de la ligne. Seule Lotte Kopecky peut la suivre. Cette dernière la dépasse aux six cents mètres et s'impose. Bradbury termine l'épreuve à la deuxième place et est également meilleure jeune. 
À la Setmana Ciclista Valenciana, Katarzyna Niewiadoma est quatrième du sprint de la première étape. Le lendemain, Dans le Puerto de Eslida, Elise Chabbey entre autres accélère, mais ne parvient pas à faire d'écart. Niewiadoma prend la cinquième place. Sur l'étape suivante, elle ne peut suivre Gaia Realini et Niamh Fisher-Black et prend la troisième place. Elle termine deuxième du classement général. Elise Chabbey est septième.
AU Circuit Het Nieuwsblad, Katarzyna Niewiadoma mène le peloton dans le mur de Grammont, mais ne peut suivre l'accélération de Lotte Kopecky. Elle est septième de la course.

### Mars
Aux Strade Bianche, une échappée avec Neve Bradbury sort à une soixantaine de kilomètres de l'arrivée. Un regroupement a lieu à vingt-cinq kilomètres de l'arrivée. Katarzyna Niewiadoma fait partie du groupe de favorites dans le colle Colle Pinzuto. Elise Chabbey revient par la suite. Dans la dernière strada bianca, Le Tolfe, Niewiadoma passe à l'attaque dans les pourcentages les plus difficiles, et seules Shirin van Anrooij, Demi Vollering, Elisa Longo Borghini et Lotte Kopecky parviennent à suivre. Après plusieurs tentatives, ces deux dernières réussissent à partir seules. Niewiadoma est battue par Vollering au sprint et prend donc la quatrième place. Chabbey est huitième,. Au Trofeo Alfredo Binda-Comune di Cittiglio, dans la dernière montée d'Orino, Sarah Gigante hausse le rythme, mais c'est Neve Bradbury et Mareille Meijering qui parviennent à prendre quelques mètres. Fisher-Black revient puis Shirin van Anrooij et Élise Chabbey. Dans la descente, Mareille Meijering place une nouvelle attaque. Van Anrooij provoque le regroupement. Soraya Paladin est quatrième du sprint.
À la Classic Bruges-La Panne, Chloé Dygert est sixième du sprint. 

### Avril
Au Tour des Flandres, dans le Koppenberg un groupe de six se forme. Katarzyna Niewiadoma et Karlijn Swinkels reviennent rapidement. Longo Borghini et Niewiadoma accélèrent dans Hotond pour éviter le retour de Vollering. Van Anrooij attaque dès que le duo rejoint la tête. Elle passe le Paterberg en tête. Derrière Longo Borghini et Niewiadoma distancent le reste du groupe et opère la jonction avec Van Anrooij. Le trio se dispute la victoire. Niewiadoma est deuxième. Elise Chabbey est onzième à Paris-Roubaix.
À l'Amstel Gold Race, dans la première ascension du Cauberg, Elisa Longo Borghini place une attaque. Elle est suivie par Katarzyna Niewiadoma, Elise Chabbey, Amber Kraak et Anna Henderson. La coopération est mauvaise et elles sont reprises. Dans le Geulhemmerberg, Eva van Agt accélère avec Yara Kastelijn et Ricarda Bauernfeind. Leur avance atteint la minute trente à vingt-huit kilomètres de l'arrivée. Elles sont reprises plus loin. Niewiadoma attaque dans le final, sans succès. Au sprint, Soraya Paladin prend la dixième place,. À la Flèche wallonne, dans le mur de Huy. Les favorites se jaugent, Niewiadoma accélère à deux cents cinquante mètres de la ligne. Longo Borghini tente de suivre tandis que Vollering semble coller à la route. La Polonaise s'impose devant la Néerlandaise. Sur Liège-Bastogne-Liège, dans la Côte de Stockeu, Elise Chabbey attaque. Elle emmène avec elle sept autres coureuses. La Côte de la Redoute provoque l'éclatement du groupe de tête. Brown, Chabbey et Cadzow passent les premières au sommet.  Chabbey tente de distancer ses deux compagnons d'échappée dans la Roche aux Faucons, mais le trio se reforme. Les favorites les reprennent dans le faux-plat suivant la côte. Niewiadoma accélère dans le final, mais sans succès. La Polonaise lance le sprint, mais est remontée. Chabbey est quatrième et Niewiadoma cinquième.

### Mai
Sur le Tour d'Espagne, Canyon-SRAM Racing est quatrième du contre-la-montre par équipes inaugural. Katarzyna Niewiadoma est quatrième du sprint de la deuxième étape. Dans la première étape de montagne, à quatre kilomètres du sommet du Monasterio de San Juan de la Peña, Antonia Niedermaier, Grace Brown et Marlen Reusser attaquent, mais sont rapidement reprises. Ricarda Bauernfeind est finalement sixième,. Le lendemain, Katarzyna Niewiadoma quitte la course sur maladie. Ricarda Bauernfeind est de nouveau sixième. Elle est cinquième de l'ultime étape, montagneuse, et conclut la course à la sixième place du classement général,.
Au Tour du Pays basque, sur la deuxième étape, Demi Vollering passe en tête en haut de l'Urruztigaina À trente-six kilomètres du but. Elise Chabbey revient peu après sur la Néerlandaise. Marlen Reusser en fait de même. Le groupe de poursuivantes avec entre autres Ricarda Bauernfeind revient sur la tête à vingt-sept kilomètres de la ligne. Elise Chabbey prend la sixième place de l'étape. Elle est cinquième le lendemain et prend la même place au classement général.
Soraya Paladin fait des top 10 dans les étapes de RideLondon-Classique et s'en classe sixième.

### Juin
Au Tour de Suisse, sur la première étape, d'emblée le Col de la Croix est escaladé. Peu avant le sommet, Elise Chabbey sort seule. Elle compte jusqu'à trois minutes d'avance, mais est reprise juste avant la flamme rouge. Elle est troisième de l'étape. Le lendemain, dans le contre-la-montre en côte, Antonia Niedermaier prend la cinquième place. Elise Chabbey perd par contre plus de trois minutes. Sur la troisième étape, dans la deuxième difficulté de la journée qui se situe à cent-deux kilomètres de l'arrivée, Elena Pirrone et Neve Bradbury sortent. Dans la montée, Femke de Vries, Amanda Spratt et Katarzyna Niewiadoma opèrent la jonction. Leur avance atteint trois minutes. Dans la montée finale, Bradbury et Niewiadoma, toutes deux de l'équipe Canyon-SRAM, distancent leurs compagnons d'échappée. Niewiadoma laisse à sa coéquipière la victoire. Les favorites arrivent plus de deux minutes plus tard et Neve Bradbury remonte à la deuxième place du classement général. Dans l'ultime étape, Antonia Niedermaier fait partie de l'échappée. Dans la dernière difficulté de la journée, les favorites dont Bradbury sortent du peloton. Elles reviennent sur le groupe de tête à douze kilomètres de la fin. Niewiadoma place une attaque, sans succès. Bradbury contre. Vollering ne laisse pas partir et la victoire se dispute au sprint. Bradbury est troisième et Niewiadoma quatrième. Au classement général, Bradbury reste à la deuxième place et meilleure jeune. Niewiadoma est quatrième, Niedermaier sixième. Elise Chabbey est la meilleure grimpeuse et Canyon-SRAM meilleure équipe.
Au Tour de Thuringe, Katarzyna Niewiadoma passe à l'offensive dans une côte de la deuxième étape, mais le peloton se reforme. Sur la quatrième étape, la Polonaise attaque à vingt-neuf kilomètres de l'arrivée, au pied de l'avant-dernière difficulté. Le vent de face la désavantage, qui est reprise aux cinq kilomètres. Elle est septième du contre-la-montre. Elle termine l'épreuve à la même place.

### Juillet
Au Tour d'Italie, Neve Bradbury se classe septième de la difficile troisième étape. Le lendemain, Élise Chabbey sort d'un groupe de poursuite avec Erica Magnaldi et Kimberley Le Court de Billot. Elles sont reprises à six kilomètres de l'arrivée. Soraya Paladin prend la seconde place. Neve Bradbury est cinquième de la sixième étape. Sur l'étape du Blockhaus, elle fait tout d'abord partie du groupe de favorites dans ses pentes. Elle attaque un peu avant les dix kilomètres. Elle est rejointe par d'autres favorites dont Niedermaier. L'Australienne attaque une seconde fois à neuf kilomètres du but et s'isole. Elle n'est plus reprise. Niedermaier est cinquième. Bradbury est septième de la dernière étape ce qui lui permet de finir l'épreuve à la troisième place, ainsi que meilleure jeune. Antonia Niedermaier est sixième.

### Août
Aux Jeux olympiques, sur le contre-la-montre, Chloé Dygert prend la médaille de bronze. Antonia Niedermaier est quinzième. Sur la course en ligne, Chloé Dygert chute avant la première montée de la butte Montmartre. Katarzyna Niewiadoma est finalement huitième de la course.

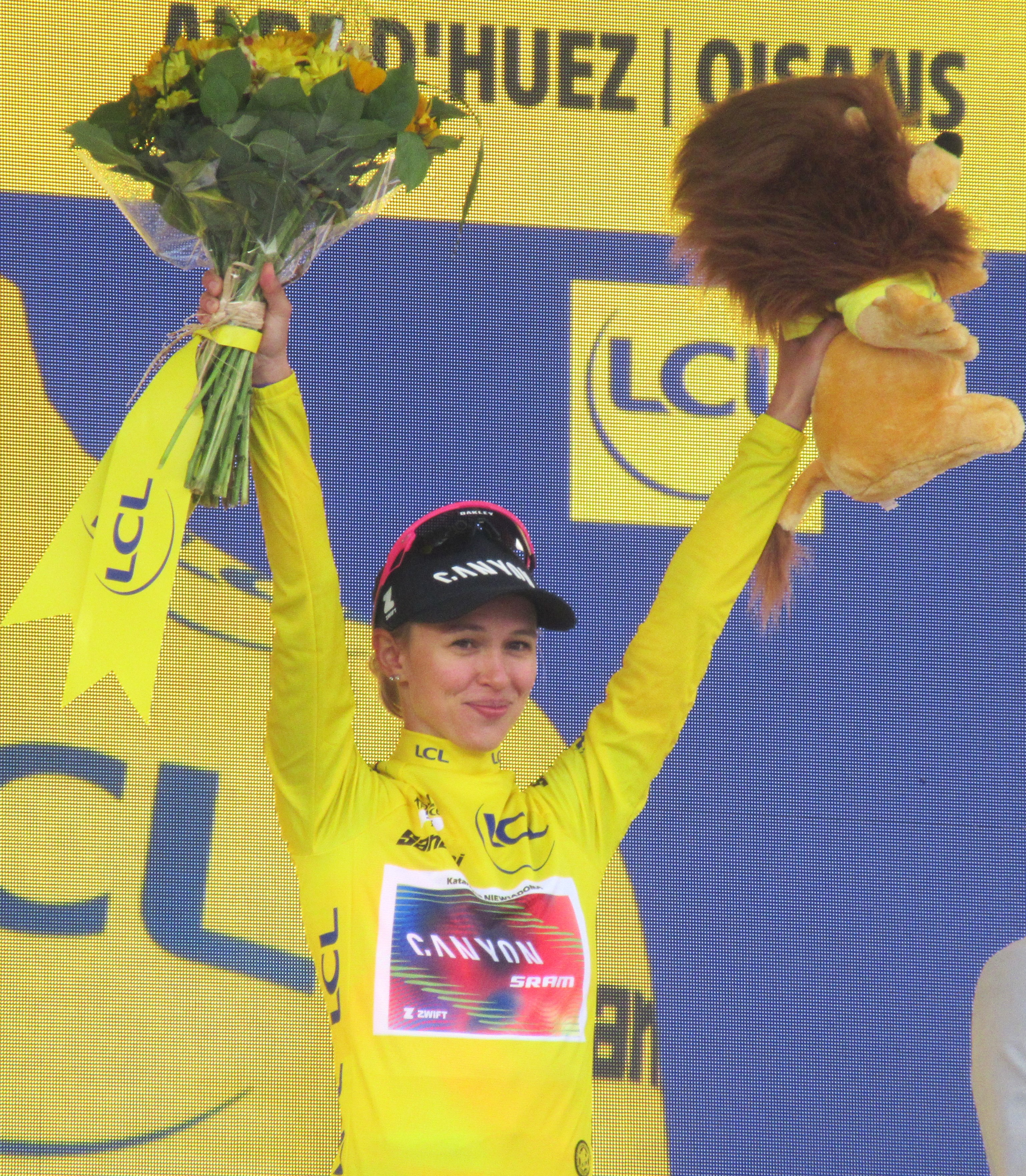
Katarzyna Niewiadoma remporte le Tour de France

Au Tour de France, sur le contre-la-montre de la troisième étape, Chloé Dygert détient longtemps le meilleur temps. Elle se classe troisième. Le lendemain, dans la Côte de la Roche-aux-Faucons, Demi Vollering attaque. Elle est suivie par Katarzyna Niewiadoma, Puck Pieterse et Pauliena Rooijakkers. Vollering accélère de nouveau à dix kilomètres de l'arrivée, ce qui distance Rooijakkers. Dans les derniers kilomètres, Niewiadoma attaque, mais Vollering la reprend. Niewiadoma est troisième du sprint. Sur la cinquième étape, elle se trouve devant la chute et fait partie du petit groupe à ne pas perdre de temps. Elle est deuxième de l'étape et prend le maillot jaune,. Elle est sixième de la sixième étape. Lors de la septième étape, dans la dernière montée, Niewiadoma attaque plus loin, elle est suivie par Vollering et Pieterse. Dans les derniers mètres, Vollering va prendre les bonifications. Sur l'ultime étape, à deux kilomètres et demi du sommet du col du Glandon, Demi Vollering passe à l'attaque. Katarzyna Niewiadoma ne peut pas suivre et est dans une mauvaise passe. Le groupe de Niewiadoma cependant réduit l'écart avant d'atteindre le pied de l'Alpe d'Huez. La Polonaise ayant retrouvé des sensations lâche le reste du groupe. Il s'agit ainsi d'un duel à distance entre Vollering et Niewiadoma. Niewiadoma passe la ligne une minute et une seconde plus tard, s'assurant la victoire finale pour quatre secondes.
Au Grand Prix de Plouay, à cinquante kilomètres de la ligne. Elisa Longo Borghini passe à l'offensive. Elle est entre autres suivie par Chloe Dygert. L'entente est mauvaise et le peloton les reprend. Dans la côte de Lezot, Liane Lippert attaque. Dygert et Bredewold unissent leur force et reviennent sur l'Allemande à trois kilomètres de la ligne. Dygert accélère au deux kilomètres, Bredewold laisse à Lippert la chasse. Au sprint, Bredewold comble le trou sur l'Américaine et s'impose.

### Septembre

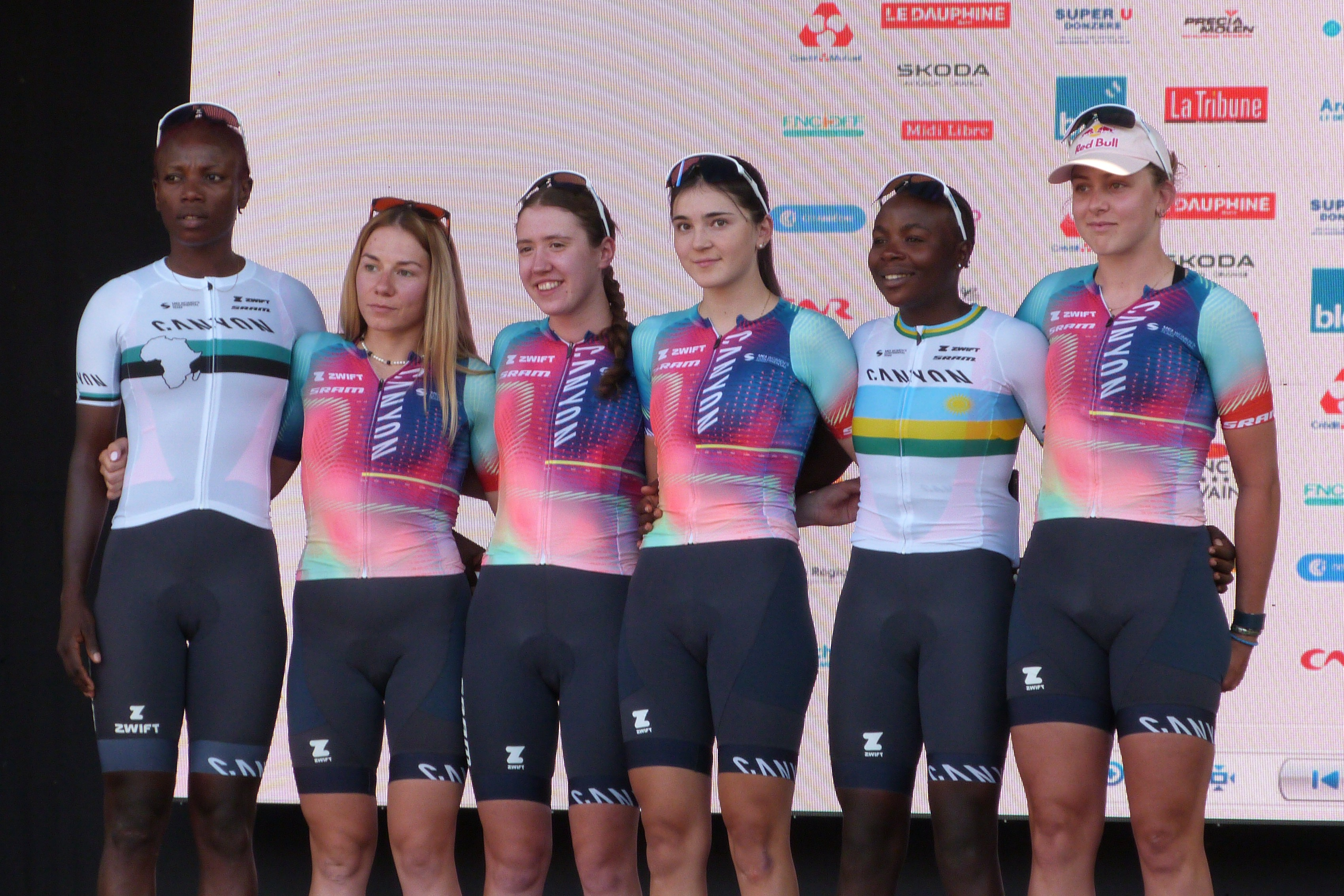
Équipe mixte Canyon-SRAM Racing et Canyon Sram Generation au Tour de l'Ardèche

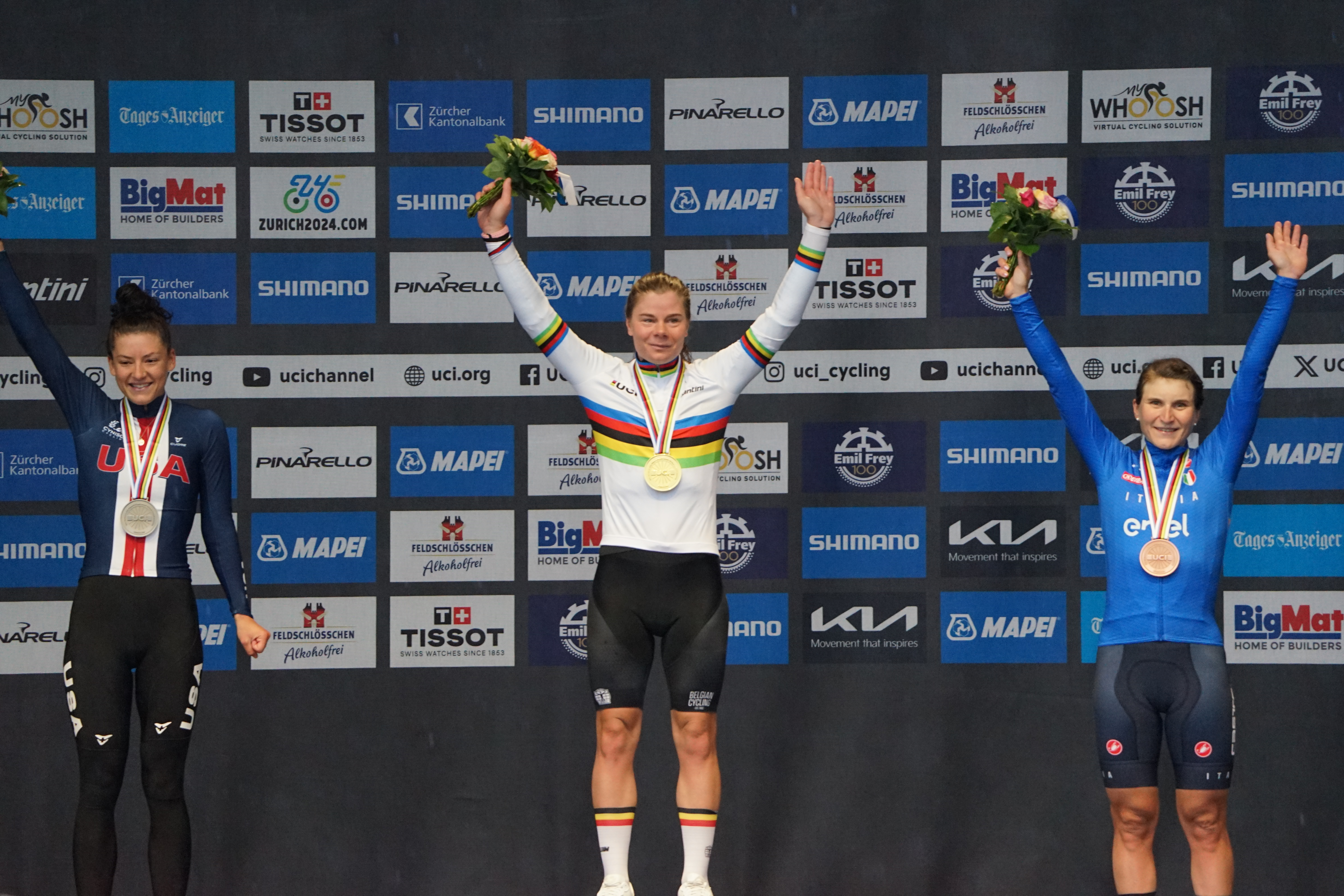
Podium des championnats du monde

Au Tour de Romandie, Chloe Dygert fait partie de l'échappée durant la première étape, mais elle est distancée dans la montée du Mont-Pèlerin. Sur la troisième étape, dans les vingt derniers kilomètres, Nienke Vinke contre avec Antonia Niedermaier en poursuite. Elles sont reprises à onze kilomètres de la fin.
Aux championnats du monde, sur le contre-la-montre, Chloé Dygert est troisième, 	Antonia Niedermaier quatrième. Sur la course en ligne, la dernière montée de la côte de Wetzikon est très rapide, Chloé Dygert suit dans un premier temps avant d'être distancée. Elle revient néanmoins après le sommet. Au sprint, elle prend la deuxième place derrière Lotte Kopecky,.

### Octobre
Au Simac Ladies Tour, Zoe Bäckstedt remporte le contre-la-montre inaugural. Chloé Dygert est dixième. Zoe Bäckstedt conclut l'épreuve à la troisième place et est la meilleure jeune.

## Victoires

### Sur route
| Victoires | Victoires                                           | Victoires | Victoires | Victoires            | Victoires |
| Date      | Course                                              | Pays      | Classe    | Vainqueur            |           |
| --------- | --------------------------------------------------- | --------- | --------- | -------------------- | --------- |
| 17 avr.   | Flèche wallonne                                     | Belgique  | 1.WWT     | Katarzyna Niewiadoma |           |
| 17 juin   | 3e étape du Tour de Suisse                          | Suisse    | 2.WWT     | Neve Bradbury        |           |
| 21 juin   | Championnat d'Allemagne du contre-la-montre espoirs | Allemagne | CN        | Justyna Czapla       |           |
| 13 juill. | 7e étape du Tour d'Italie                           | Italie    | 2.WWT     | Neve Bradbury        |           |
| 18 août   | Classement général, Tour de France Femmes           | France    | 2.WWT     | Katarzyna Niewiadoma |           |
| 8 oct.    | 1re étape, Simac Ladies Tour                        | Pays-Bas  | 2.WWT     | Zoe Bäckstedt        |           |

### Résultats sur les courses majeures

#### World Tour
| UCI Women's World Tour | UCI Women's World Tour | UCI Women's World Tour | UCI Women's World Tour                   | UCI Women's World Tour | UCI Women's World Tour | UCI Women's World Tour |
| Date                   | n°                     | Pays                   | Course                                   | Meilleure coureuse     | Classement             |                        |
| ---------------------- | ---------------------- | ---------------------- | ---------------------------------------- | ---------------------- | ---------------------- | ---------------------- |
| 12 – 14 janv.          | 1                      | Australie              | Women's Tour Down Under                  | Neve Bradbury          | 3e                     |                        |
| 27 janv.               | 2                      | Australie              | Cadel Evans Great Ocean Road Race Women  | Alice Towers           | 10e                    |                        |
| 8 – 11 fév.            | 3                      | Émirats arabes unis    | Tour des Émirats arabes unis             | Neve Bradbury          | 2e                     |                        |
| 24 fév.                | 4                      | Belgique               | Circuit Het Nieuwsblad                   | Katarzyna Niewiadoma   | 7e                     |                        |
| 2 mars                 | 5                      | Italie                 | Strade Bianche                           | Katarzyna Niewiadoma   | 4e                     |                        |
| 10 mars                | 6                      | Pays-Bas               | Tour de Drenthe                          | Alice Towers           | 14e                    |                        |
| 17 mars                | 7                      | Italie                 | Trofeo Alfredo Binda-Comune di Cittiglio | Soraya Paladin         | 4e                     |                        |
| 21 mars                | 8                      | Belgique               | Classic Bruges-La Panne                  | Chloé Dygert           | 6e                     |                        |
| 24 mars                | 9                      | Belgique               | Gand-Wevelgem                            | Chloé Dygert           | 36e                    |                        |
| 31 mars                | 10                     | Belgique               | Tour des Flandres                        | Katarzyna Niewiadoma   | 2e                     |                        |
| 6 avr.                 | 11                     | France                 | Paris-Roubaix                            | Élise Chabbey          | 11e                    |                        |
| 14 avr.                | 12                     | Pays-Bas               | Amstel Gold Race                         | Soraya Paladin         | 10e                    |                        |
| 17 avr.                | 13                     | Belgique               | Flèche wallonne                          | Katarzyna Niewiadoma   | 1re                    |                        |
| 21 avr.                | 14                     | Belgique               | Liège-Bastogne-Liège                     | Élise Chabbey          | 4e                     |                        |
| 28 avr. – 5 mai        | 15                     | Espagne                | Tour d'Espagne                           | Ricarda Bauernfeind    | 6e                     |                        |
| 10 – 12 mai            | 16                     | Espagne                | Tour du Pays basque                      | Élise Chabbey          | 5e                     |                        |
| 16 – 19 mai            | 17                     | Espagne                | Tour de Burgos                           | Élise Chabbey          | 4e                     |                        |
| 24 – 26 mai            | 18                     | Royaume-Uni            | RideLondon-Classique                     | Soraya Paladin         | 6e                     |                        |
| 6 – 9 juin             | 19                     | Royaume-Uni            | Tour de Grande-Bretagne                  | -                      | -                      |                        |
| 15 – 18 juin           | 20                     | Suisse                 | Tour de Suisse                           | Neve Bradbury          | 2e                     |                        |
| 7 – 14 juill.          | 21                     | Italie                 | Tour d'Italie                            | Neve Bradbury          | 3e                     |                        |
| 12 – 18 août           | 22                     | France                 | Tour de France Femmes                    | Katarzyna Niewiadoma   | 1re                    |                        |
| 24 août                | 23                     | France                 | Grand Prix de Plouay                     | Chloé Dygert           | 2e                     |                        |
| 6 – 8 sept.            | 24                     | Suisse                 | Tour de Romandie                         | Antonia Niedermaier    | 15e                    |                        |
| 8 – 13 oct.            | 25                     | Pays-Bas               | Simac Ladies Tour                        | Zoe Bäckstedt          | 3e                     |                        |
| 15 – 17 oct.           | 26                     | Chine                  | Tour de l'île de Chongming               | -                      | -                      |                        |
| 20 oct.                | 27                     | Chine                  | Tour du Guangxi                          | -                      | -                      |                        |

Katarzyna Niewiadoma est sixième du classement individuel et Neve Bradbury dixième. Canyon-SRAM Racing est troisième du classement par équipes.

#### Grands tours
| Grand tour            | Tour d'Espagne           | Tour d'Italie                                  | Tour de France                   |
| --------------------- | ------------------------ | ---------------------------------------------- | -------------------------------- |
| Coureuse (classement) | Ricarda Bauernfeind (6e) | Neve Bradbury (3e                              | Katarzyna Niewiadoma (Vainqueur) |
| Accessits             | -                        | 1 étape et le classement de la meilleure jeune | -                                |

## Classement mondial
| Classement UCI | Classement UCI           | Classement UCI | Classement UCI |
| Coureuse       | Coureuse                 | Pays           | Points         |
| -------------- | ------------------------ | -------------- | -------------- |
| 7e             | Katarzyna Niewiadoma     | Pologne        | 2574 pts       |
| 15e            | Neve Bradbury            | Australie      | 1631 pts       |
| 19e            | Chloé Dygert             | États-Unis     | 1430 pts       |
| 27e            | Élise Chabbey            | Suisse         | 1244 pts       |
| 47e            | Antonia Niedermaier      | Allemagne      | 880.3 pts      |
| 49e            | Soraya Paladin           | Italie         | 847.7 pts      |
| 95e            | Zoe Bäckstedt            | Royaume-Uni    | 461 pts        |
| 99e            | Ricarda Bauernfeind      | Allemagne      | 443 pts        |
| 166e           | Alice Towers             | Royaume-Uni    | 247 pts        |
| 207e           | Agnieszka Skalniak-Sójka | Pologne        | 198 pts        |
| 440e           | Tiffany Cromwell         | Australie      | 75 pts         |
| 471e           | Maike van der Duin       | Pays-Bas       | 73 pts         |

Canyon-SRAM Racing est troisième du classement par équipes.